# TEMS
TEMS（テムス、Toyota Electric Modulated Suspension）とは、トヨタ自動車の乗用車に装備されている電子制御サスペンションの名称。「トヨタ電子制御サスペンション」の略称である。

## 概要
TEMSはコンピューター制御によって前後4本のショックアブソーバーの減衰力を自動、或いは手動で切り替えられるように工夫したシステムであり、そのシステム構成は搭載される車のクラスによって若干の違いがあるが、路面状況や走行状況、そしてドライバーの好みに応じてショックアブソーバーの減衰力を変化させる点では共通している。
TEMSはそもそも積載条件が変わりやすいワンボックス車のために開発されたシステムで（元来のワンボックス車のサスペンション設計は多人数乗車状態での安定性確保や乗り心地確保の見地から、少人数乗車時には固めのセッティングとなっていた）、必要に応じてショックアブソーバーの減衰力を変える事でフレキシビリティを確保しようというのがそもそものコンセプトである。
その後ワンボックスモデルのみならず高級車からスポーツカー、そしてバブル期には大衆車にも設定が拡大されていた。しかしバブル崩壊後、ユーザーが必要以上の贅沢を好まなくなった事からTEMSの設定は高級モデルのみの設定にとどまったが、システム自体の改良は続き、ピエゾ素子を応用した「ピエソ式TEMS」、「スカイフックTEMS」、「インフィニティTEMS」が登場した。近年は再びミニバンへの装備例が増えている。
レクサスブランドの車種や、クラウン（13代目以降）・マークXなどではTEMSに替わりAVS (Adaptive Variable Suspension System)という名称が用いられるようになった。

## 操作方法
1980年代の一般的なTEMSには走行状態に応じて減衰力を数段階に切りかえる「AUTO」モードと、高めの減衰力を維持する「SPORT」モードが存在し、ドライバーの好みで選択することができる（一般走行ではAUTOモードの使用が推奨される）。また、後の改良型ではダイヤルで減衰力を任意に調節するものも現れている。

## TEMSのシステム構成
TEMSを構成するパーツはコントロールスイッチ、インジケータランプ、専用ショックアブソーバ、ショックアブソーバコントロールアクチュエータ、ショックアブソーバコントロールコンピュータ、車速センサ、ストップランプスイッチ、スロットルセンサ（3段階のみ）、舵角センサ（3段階のみ）である。
TEMSのショックアブソーバの構造は、オリフィスを数段階に変化させることで数種類の減衰力を得られるようになっている。高級車用の3段階TEMSでは「SOFT - MID - HARD」の3段階に伸び側縮み側があるので6種類の減衰力を生み出す。そして廉価版の2段階TEMSには「SOFT - HARD」用の4種類の減衰力が得られる。これらオリフィスは各種センサやスイッチ操作によってアクチュエータに指令され、オリフィスを回転させて減衰力を変化させる。

## TEMSの動作イメージ
1980年代の一般的な2段階式TEMSの動作を実際の走行シーンに当てはめて解説する。
- 通常走行時（0 - 100 km/h程度）

減衰力は「SOFT」が選択され、柔らかめの乗り心地を提供する。
- 高速走行時（100 - 85 km/h程度）

高速走行時と判断すると減衰力は「HARD」が選択され、スタビリティ重視の乗り心地となり、ロールやピッチングを抑える。
- ブレーキング時（50 km/h以上から）

ノーズダイブを抑制するために、それまでの減衰力が「SOFT」であってもブレーキ操作を感知して自動的に「HARD」に移行する。ブレーキペダルOFFの状態が2秒以上続くと「SOFT」に復帰する。
- 急加速時（3段階式のみ、アクセル開度一定以上）

アクセルペダルのスイッチによって一定以上の操作を検知して減衰力を「HARD」に切り替えてスクワットを抑制する。
- コーナリング時（3段階式のみ、ステアリング舵角一定以上）

ステアリングに取り付けられた舵角センサによって一定以上の舵角が与えられるとロールを抑制するために減衰力を「HARD」に切り替える。
- SPORTモード時

状況に関わらずに「HARD」を選択する。（3段階式の場合は、MIDを選択する）

## 問題点
一見理想的かと思えるTEMSであるが、欠点も存在する。
まずショックアブソーバーの価格が非常に高く、交換用部品の価格は標準的なショックアブソーバーと比較して2 - 3倍という高価格になっている。一部では「それだけ高価格ならば最初からコストをかけたショックアブソーバーを採用したほうがよいのでは」と言う意見もある。
また減衰力のセッティング幅が二種類しかなく、ユーザーへの「分かりやすさ」を重視した結果として「SOFT」はフワフワし過ぎ、「HARD」にすると乗り心地が悪過ぎるという問題が生じる。しかし本当にちょうど良い変化に留めると、ユーザーから「ありがた味がない」という本末転倒なクレームを受けることになる。そこで近年では推奨する硬さ（例えば5段中「SOFT」から2番目等）を示したり、多段化してユーザーがダイヤル操作で選べるようにしたものなどがある（この場合、両端の減衰力はあえて極端なセッティングの場合もある）。

## 過去にTEMSが装備されていた車種（オプション設定含む）
- スターレット（EP71系ターボS、EP82系GT）
- ターセル/コルサ/カローラII（AL25系セダンのターセルVE、およびコルサEX、EL31系GPターボ）
- サイノス
- セラ
- カローラ/スプリンター（AE92系GT）
- カローラレビン/スプリンタートレノ（AE92・AE101GT-APEX）
- カローラFX（AE92・GT）
- コロナ（ST171系GT-R）
- セリカ/カリーナED/コロナEXiV（ST183系）
- カムリ/ビスタ（SV20系GT、SV30系GT、MCV21カムリグラシア、ACV30系2WD車）
- プロナード
- タウンエース/マスターエース
- ライトエース
- マークII/チェイサー/クレスタ（GX71系ツインカムグランデ、GX81系 ツインカムグランデ系、JZX91グランデG、JZX100グランデG、JZX101グランデG、JZX110グランデG）
- ウィンダム（MCV10系G、MCV20系G、MCV30系G）
- ハイエース
- クラウン
- ソアラ (GZ20系2.0GT Twin turbo L、JZZ30系2.5GT twin turbo L)
- スープラ(JZA70 2.5GT ツインターボリミテッド)
- セルシオ
- ノア/ヴォクシー
- アルファード
- ランドクルーザー（100系）
- ランドクルーザープラド(7#系)
- イプサム（ACM20系）
- トヨタ・センチュリー（GZG50系）